# Licenza UEFA Pro
La Licenza UEFA Pro è una licenza per allenatori rilasciata dal UEFA (l'organo amministrativo, organizzativo e di controllo del calcio europeo).
La Licenza UEFA Pro è l'ultima qualifica per allenatori che ambiscono ad un profilo internazionale; successivamente a questa certificazione segue il completamento delle Licenze UEFA 'A' e 'B'.
La Licenza UEFA Pro è richiesta da chiunque desideri gestire (con almeno 12 settimane di permanenza) una squadra di calcio nei più alti livelli del proprio campionato nazionale. Questo vale anche per i team manager e tale licenza è necessaria per la partecipazione a manifestazioni come la Champions League o l'Europa League.

## Corso
Il corso dà la possibilità di visionare dei workshop che contengono argomenti inerenti alle pratiche per la prevenzione degli infortuni dei giocatori. Esistono tre livelli di progressione, ognuno incentrato su dettagli approfonditi. Dopo ogni sezione e modulo, i candidati sostengono un esame scritto contenente un certo numero di argomenti, il quale è seguito da una sessione di allenamento controllato, che deve essere condotto con successo.
Tecnici di alto livello come Bobby Robson, Alex Ferguson e Fabio Capello hanno contribuito con la propria esperienza alla formazione degli studenti nel corso degli anni.
La licenza è stata introdotta a seguito di un accordo fra la Premier League, la Professional Footballers' Association (PFA) e la League Managers Association (LMA) nel 2000, per allineare l'Inghilterra con le normative UEFA.
Nel 2003, il presidente della Premier League ha reso obbligatoria la Licenza UEFA Pro tra i requisiti per la gestione ai massimi livelli delle varie squadre in Inghilterra.

## Metodo di qualifica
Dopo un periodo di formazione, coloro che desiderano ottenere la licenza devono frequentare un anno di corso, che prevede un totale di circa 240 ore di studio tra apprendimento a distanza, apprendimento on-line e apprendimento tramite videoconferenze. Una volta completate con successo le 240 ore, i candidati effettuano una settimana di studio presso l'Università di Warwick.

## Eccezioni al regolamento
Nel 2006, all'allenatore Glenn Roeder del Newcastle è stata concessa una proroga di circa due settimane rispetto alle 12 richieste per ottenere la licenza, permettendo al tecnico di terminare la stagione pur non essendo in possesso del medesimo titolo. Roeder si iscrisse nel 2003 al corso per il conseguimento, ma per motivi di salute non poté completarlo. Nei primi giorni di maggio del 2006 Freddy Shepherd, presidente del Newcastle United, nominò Roeder come allenatore a tempo pieno della squadra; chiese quindi alla Football Association l'estensione del periodo di proroga per permettere il conseguimento della licenza Pro da parte dell'allenatore. La FA mise ai voti (a cui parteciparono tutti i club della Premier League) la richiesta del presidente Shepherd, e l'11 maggio 2006 annunciò la risposta positiva, che permise a Roeder di entrare come nuovo tecnico del club subito dopo il conseguimento della licenza.
La stessa situazione si verificò nel giugno 2006 Middlesbrough per l'allenatore Gareth Southgate, arrivato proprio nel 2006 alla finale di Coppa UEFA ma senza l'obbligatoria licenza. Southgate dichiarò che avrebbe conseguito il titolo mancante il prima possibile. Nel 2006 anch'egli ebbe una proroga per rimanere alla guida del Middlesbrough fino a fine stagione.
Vi furono altri casi di proroghe concesse dalla FA: nel settembre 2007, Avraham Grant venne nominato allenatore del Chelsea. Dato il precedente ruolo di Direttore Sportivo del club, Grant era sprovvisto della Licenza UEFA Pro ed ebbe bisogno di un'autorizzazione della FA per continuare il suo mandato alla guida del club nelle competizioni europee. Nel giugno 2008 il Blackburn nominò responsabile Paul Ince, al quale l'UEFA permise di assumere il ruolo di allenatore nonostante il tecnico non avesse né la Licenza UEFA Pro né la minore Licenza UEFA 'B', concedendogli una proroga di 2 anni per ottenere le varie qualifiche necessarie.